# Vela nos Jogos Olímpicos de Verão de 1976 - Tornado
As provas da classe Tornado da vela nos Jogos Olímpicos de Verão de 1976 ocorreram entre 31 de julho e 8 de agosto daquele ano na costa de Kingston, no Lago Ontário, no Canadá. O programa compunha sete regatas. Para esta classe, houve 29 velejadores de 14 nações inscritas.

## Medalhistas
A dupla britânica Reginald White e John Osborn finalizou a competição em primeiro lugar, conquistando a medalha de ouro. A prata firmou-se com os estadunidenses David McFaull e Michael Rothwell. Por fim, a medalha de bronze ficou com Jörg Spengler e Jörg Schmall, da Alemanha Ocidental.
|  | GBR Grã-Bretanha           |  | USA Estados Unidos             |  | FRG Alemanha Ocidental     |
|  | Reginald White John Osborn |  | David McFaull Michael Rothwell |  | Jörg Spengler Jörg Schmall |

## Resultados
Estes foram os resultados da competição:
| Pos.              | Tripulação                                            | Regata I | Regata I | Regata II | Regata II | Regata III | Regata III | Regata IV | Regata IV | Regata V | Regata V | Regata VI | Regata VI | Regata VII | Regata VII | Total de pontos | Total -1 |
| Pos.              | Tripulação                                            | Pos.     | Pts.     | Pos.      | Pts.      | Pos.       | Pts.       | Pos.      | Pts.      | Pos.     | Pts.     | Pos.      | Pts.      | Pos.       | Pts.       | Total de pontos | Total -1 |
| ----------------- | ----------------------------------------------------- | -------- | -------- | --------- | --------- | ---------- | ---------- | --------- | --------- | -------- | -------- | --------- | --------- | ---------- | ---------- | --------------- | -------- |
| Medalha de ouro   | GBR Reg White e John Osborn                           | 1        | 0.0      | 1         | 0.0       | 5          | 10.0       | 1         | 0.0       | 4        | 8.0      | 1         | 0.0       | DNS        | 20.0       | 38.0            | 18.0     |
| Medalha de prata  | USA David McFaull e Michael Rothwell                  | 8        | 14.0     | 10        | 16.0      | 1          | 0.0        | 4         | 8.0       | 2        | 3.0      | 2         | 3.0       | 4          | 8.0        | 52.0            | 36.0     |
| Medalha de bronze | FRG Jörg Spengler e Jörg Schmall                      | 2        | 3.0      | 2         | 3.0       | 11         | 17.0       | 7         | 13.0      | 5        | 10.0     | 3         | 5.7       | 2          | 3.0        | 54.7            | 37.7     |
| 4                 | AUS Brian Lewis e Warren Rock                         | RET      | 20.0     | 6         | 11.7      | 2          | 3.0        | 12        | 18.0      | 1        | 0.0      | 6         | 11.7      | 1          | 0.0        | 64.4            | 44.4     |
| 5                 | SWE Peter Kolni, Jörgen Kolni e Sven-Bertil Johansson | 9        | 15.0     | 7         | 13.0      | 3          | 5.7        | 2         | 3.0       | 9        | 15.0     | 12        | 18.0      | 3          | 5.7        | 75.4            | 57.4     |
| 6                 | SUI Walter Steiner e Albert Schiess                   | 3        | 5.7      | 3         | 5.7       | 9          | 15.0       | 9         | 15.0      | 11       | 17.0     | 4         | 8.0       | 8          | 14.0       | 80.4            | 63.4     |
| 7                 | CAN Larry Woods e Michael de la Roche                 | 6        | 11.7     | 11        | 17.0      | 4          | 8.0        | 8         | 14.0      | 7        | 13.0     | 7         | 13.0      | 5          | 10.0       | 86.7            | 69.7     |
| 8                 | ITA Franco Pivoli e Cesare Biagi                      | 5        | 10.0     | 4         | 8.0       | 12         | 18.0       | 5         | 10.0      | 6        | 11.7     | 8         | 14.0      | DSQ        | 21.0       | 92.7            | 71.7     |
| 9                 | DEN Peter Due e Per Kjaergaard                        | 4        | 8.0      | 5         | 10.0      | 13         | 19.0       | 3         | 5.7       | 12       | 18.0     | 11        | 17.0      | 10         | 16.0       | 93.7            | 74.7     |
| 10                | FRA Chris de Cazenove e Bruno de Cazenove             | 7        | 13.0     | 9         | 15.0      | 7          | 13.0       | 11        | 17.0      | 8        | 14.0     | 5         | 10.0      | 6          | 11.7       | 93.7            | 76.7     |
| 11                | AUT Hans Prack e Bernhard Prack                       | 10       | 16.0     | 8         | 14.0      | 6          | 11.7       | 10        | 16.0      | 3        | 5.7      | 10        | 16.0      | 9          | 15.0       | 94.4            | 78.4     |
| 12                | URS Vladimir Vassiliev e Vyacheslav Tineyev           | 11       | 17.0     | 12        | 18.0      | 8          | 14.0       | 13        | 19.0      | 10       | 16.0     | 13        | 19.0      | 7          | 13.0       | 116.0           | 97.0     |
| 13                | FIN Pekka Narko e Juha Siira                          | 12       | 18.0     | RET       | 20.0      | 10         | 16.0       | 6         | 11.7      | 14       | 20.0     | 9         | 15.0      | DSQ        | 21.0       | 121.7           | 100.7    |
| 14                | PUR Chris Stater e Richard Darmanin                   | 13       | 19.0     | 13        | 19.0      | 14         | 20.0       | 14        | 20.0      | 13       | 19.0     | 14        | 20.0      | 11         | 17.0       | 134.0           | 114.0    |

### Classificação diária

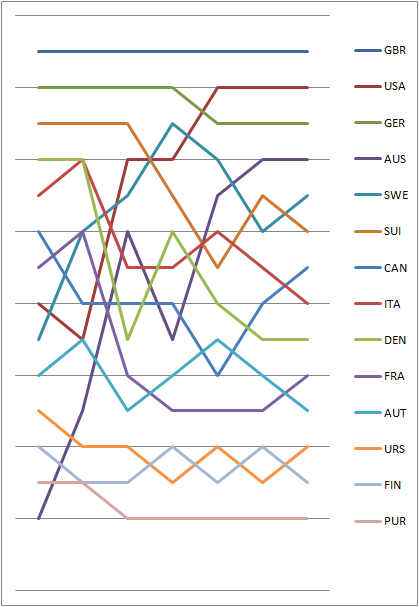
Gráfico mostrando a classificação diária na classe.